# طاهر حسين (موسيقي)
طاهر حسين فنان وشاعر وملحن يمني، من مواليد مدينة ذمار باليمن، مديرية الحداء، قرية تنن. ترك اليمن في العاشرة من عمره واستقر في مدينة الطائف لأربع سنوات، وهناك شاهد احتفالاً شعبياً كان يحييه الفنان طلال مداح ليقرر بعد ذلك احتراف الفن. ترك الطائف وهو في الرابعة عشر من عمره واستقر بمدينة جدة.
غنى في الإذاعة السعودية قبل أن يكمل السابعة عشرة من عمره، وقدم العديد من الأسماء للساحة الفنية، كما قدم العديد من الألحان لفنانين مثل طلال مداح وعبد المجيد عبد الله ومحمد عمر وعلي عبدالكريم وطلال سلامة وغيرهم.
يُعدّ من أبرز الفنانين الذين يجيدون الفن الصنعاني، ويتمتع بحاسة فنية عالية للموروث الفني اليمني بصفة خاصة والعربي بصفة عامة. يجيد العزف على أكثر من آلة موسيقية وخاصة آلة العود والكمنجة، ونشر العديد من المقالات الفنية النقدية في عدد من الصحف العربية، وقد لاقت صدى في الأوساط الفنية لتمتع كاتبها بثقافة موسيقية. بيعت نسخه وحيدة من أشرطته لعلي محمد إبراهيم صميلي.

## أعماله

### ألحان
| الأغنية         | الفنان         | المصدر      |
| --------------- | -------------- | ----------- |
| أرضي            | محمد عبده      |             |
| أقول لك يا حبيب | محمد عبده      |             |
| بوابة الريح     | محمد عبده      |             |
| شباك المواعيد   | علي عبد الكريم |             |
| تسامحنا         | محمد عمر       |             |
| نوى المرواح     | محمد عمر       |             |
| مال عيني        | محمد عمر       | [ 1 ] [ 2 ] |
| ابتدينا         | عبد الله رشاد  |             |
| دنيا            | عبد الله رشاد  |             |

### كلمات
| الأغنية       | الفنان    | الملحن     | المصدر |
| ------------- | --------- | ---------- | ------ |
| جمعتنا الظروف | طلال مداح | سامي إحسان |        |

### كلمات وألحان
| الأغنية                   | الفنان              | المصدر      |
| ------------------------- | ------------------- | ----------- |
| أهلا بمن زارت ولا همها شي | عبد المجيد عبد الله |             |
| مياسة القامة              | عبد المجيد عبد الله |             |
| رحمن يا رحمن              | عبد المجيد عبد الله | [ 1 ] [ 2 ] |